# SFP (Small Form-factor Pluggable)

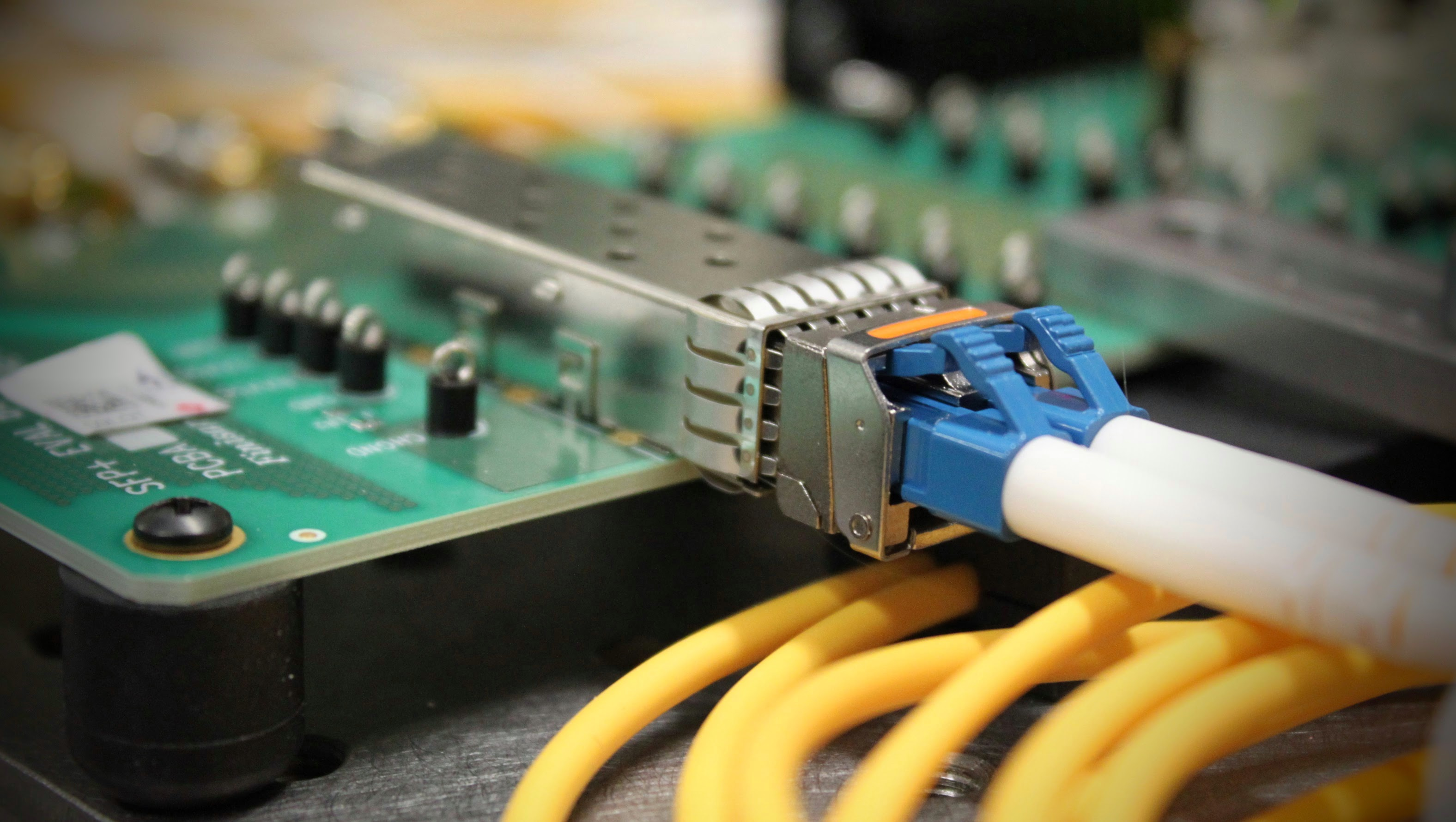
SFP (Small Form-factor Pluggable) este un conectabil cu factor de formă mic conectat la o pereche de cabluri de fibră optică

Small Form-Factor Pluggable (SFP) este un format de modul de interfață de rețea compact, hot-pluggable (adică fără oprirea, repornirea echipamentului de rețea la care se conectează), utilizat pentru comunicații de date. O interfață SFP pe hardware-ul de rețea, ca exemplu pe switch-uri, este un slot modular pentru un transceiver (cunoscut și ca modul optic, modul fibră optică, adaptor SFP, modul SFP etc.) la care se conectează un cablu de fibră optică sau un cablu de cupru.  Avantajul utilizării SFP-urilor în comparație cu interfețele fixe (de exemplu, conectori modulari RJ45 în switch-urile Ethernet) este că porturile individuale pot fi echipate cu diferite tipuri de transceiver, după cum este necesar, majoritatea incluzând terminale de linie opticăși conectarea direct legată a unei plăci de rețea, switch și router. La un modul fibră optică (transceiver) convertirea semnalului electric în semnal optic binar, și invers, se face de către transceiver acesta fiind alimentat de însăși echipamentul în care este introdus (ex. de slotul SFP de pe switch).

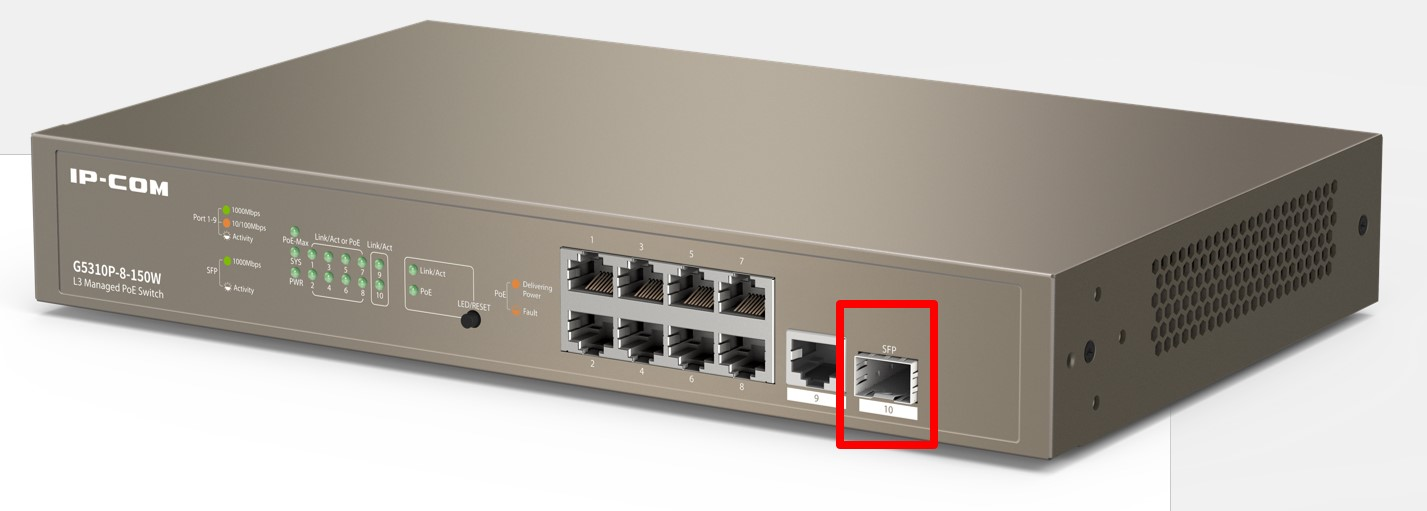
Slot SFP pe un switch IP-COM G5310P-8-150W. Într-un slot SFP se introduce un transceiver SFP (modul SFP).

Factorul de formă și interfața electrică sunt specificate printr-un acord cu mai multe surse (MSA) sub auspiciile Small Form Factor Committee. SFP a înlocuit convertorul mai mare de interfață gigabit (GBIC -  gigabit interface converter⁠(d)) în majoritatea aplicațiilor și a fost denumit Mini-GBIC de către unii furnizori. 
De multe ori tehnicienii și inginerii folosesc termenul de slot sau transceiver "SFP" pentru unul care poate fi SFP+, QSFP, QSFP28 etc, totuși diferențele sunt foarte importante și este bine a se verifica.
Există transceiver-uri SFP care acceptă rețele optice sincrone (SONET), Gigabit Ethernet, Fibre Channel, PON și alte standarde de comunicații. La introducere, vitezele tipice au fost 1Gbit/s pentru SFP-uri Ethernet și până la 4Gbit/s pentru modulele SFP Fibre Channel.  În 2006, specificația SFP+ a adus viteze de până la 10Gbit/s și iterația SFP28 este proiectată pentru viteze de 25Gbit/s. 
Un frate puțin mai mare este modulul Quad Small Form-Factor Pluggable (QSFP) cu patru benzi. Benzile suplimentare permit viteze de 4 ori mai mari SFP-ului. În 2014, a fost publicată varianta QSFP28 care permite viteze de până la 100Gbit/s. În 2019, QSFP56 strâns legat a fost standardizat  dublând ratele maxime la 200Gbit/s cu produse care se vând deja de la furnizori importanți.  Există adaptoare ieftine care permit plasarea transceiverelor SFP într-un port QSFP.
Atât un SFP-DD,  care permite 100 Gbit/s pe două benzi, precum și o specificație QSFP-DD, care permite 400 Gbit/s pe opt benzi, au fost publicate.  Acestea folosesc un factor de formă care este direct compatibil cu predecesorii lor respectivi. 
Un frate și mai mare, OSFP (Octal Small Format Pluggable) lansat în 2022  capabil de 800Gbit/s între echipamentele de rețea. Este o versiune puțin mai mare decât factorul de formă QSFP, permițând ieșiri de putere mai mari. Standardul OSFP a fost anunțat inițial în 2016 , versiunea 4.0 lansată în 2021 permițând 800Gbit/s prin 8 benzi de câte × 100Gbps.  Susținătorii săi spun că un adaptor cu costuri reduse va permite compatibilitatea cu modulele QSFP. 

## Terminologie

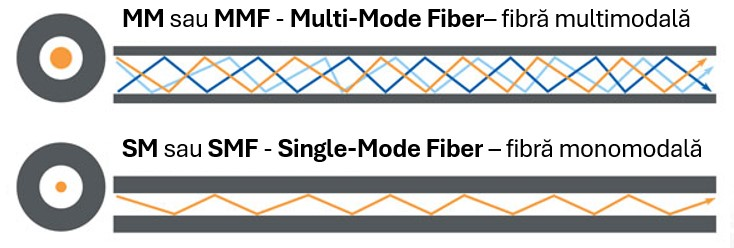
Fibra optică poate fi de 2 tipuri: Single Mode (SM) și Multimode (MM) sunt numele date la două modele concurente de fibră optică bazate pe câte căi de lumină sunt transmise de-a lungul miezului fibrei – single mode, adică "o cale", sau multimod, adică "mai mult de o cale". Un mod poate fi descris ca o "cale" sau "rază" de lumină în miezul fibrei optice.

Fibra optică este un mediu de transmisie a informațiilor sub formă de impulsuri de lumină, folosind fire subțiri de sticlă sau plastic. Fibra optică este compusă dintr-un miez central prin care călătorește lumina și un înveliș cu un indice de refracție mai mic pentru a menține lumina în interiorul miezului prin reflexia internă totală.
- Single-Mode (Monomodală, SM, SMF): Are un miez foarte îngust (de obicei în jurul valorii de 9μm) și transmite doar un singur fascicul de lumină cu o lungime de undă specifică. Este utilizată pentru distanțe lungi datorită pierderilor reduse de semnal.
- Multi-Mode (Multimodală, MM, MMF): Are un miez mai larg (de obicei, 62.5μm sau 50μm), permițând mai multe moduri prin care lumina se propagă. Este folosită pentru distanțe mai scurte, cum ar fi în interiorul clădirilor sau între ele pe distanțe mici.

La trimiterea informației prin unde luminoase prin fibra optică se va folosi termenul de lungimea de undă care este o mărime fizică ce caracterizează perioada spațială a unei unde. Este distanța dintre două puncte din spațiu între care defazajul relativ al oscilațiilor este de 2π radiani. Lungimea de undă este legată de viteza de propagare a undei respective și de frecvența ei prin relația unde simbolurile reprezintă λ=fv unde:
- λ = lungimea de undă
- v = viteza de propagare a undei în mediul respectiv
- f = frecvența undei, inversa perioadei temporale.

Lungimea de undă a luminii vizibile se extinde de la aproximativ 700 nm (roșu) până la 400 nm (violet). Lungimea de undă este exprimată de obicei în unități de nanometri (nm) sau micrometri (µm). Nanometrii sunt utilizați în mod obișnuit pentru lumina vizibilă, însă lumina, ca orice undă electromagnetică poate fi măsurată, exprimată și în Hz.

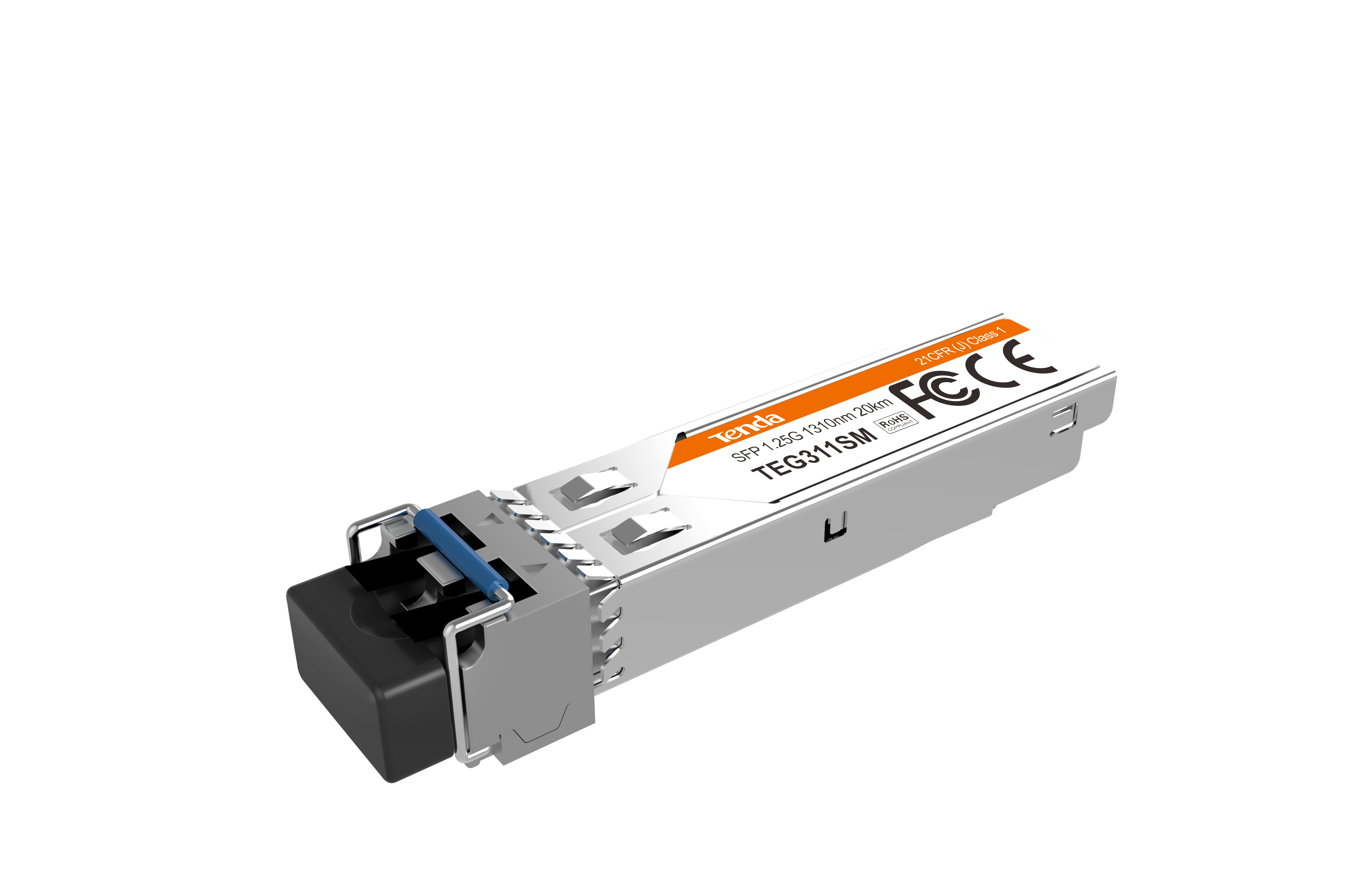
Modul fibră optică sau transceiver sau modul SFP care permite conectarea unei fibre optice prin conector LC. Acest modul este introdus într-un slot SFP de pe un switch. Model Tenda TEG311SM.

Transceivere (module fibră optică, module SFP, adaptoare fibră optică etc.): Sunt dispozitive care convertesc semnalele electrice în semnale optice și invers, fiind esențiale pentru utilizarea fibrei optice în rețele.
- Există diferite tipuri de transceivere, cum ar fi SFP (Small Form-factor Pluggable), SFP+ (o versiune îmbunătățită a SFP), QSFP (Quad Small Form-factor Pluggable), și QSFP28 (o versiune îmbunătățită a QSFP), care sunt selectate în funcție de viteza rețelei și de distanța de transmisie.
- Conectorii de fibră optică diferă în funcție de tipurile de cabluri pe care le conectează și pot include tipuri precum SC, LC, ST, FC, și MPO/MTP2. Acești conectori asigură o conexiune fizică sigură și stabilă între cablurile de fibră optică și transceivere (module SFP), acestea din urmă fiind introduse în sloturile SFP din echipamentele de rețea cum ar fi switch-urile.Conectori LC, SC, MTP, ST, FC de pe fibra optică pentru conectarea la un modul fibră optică.

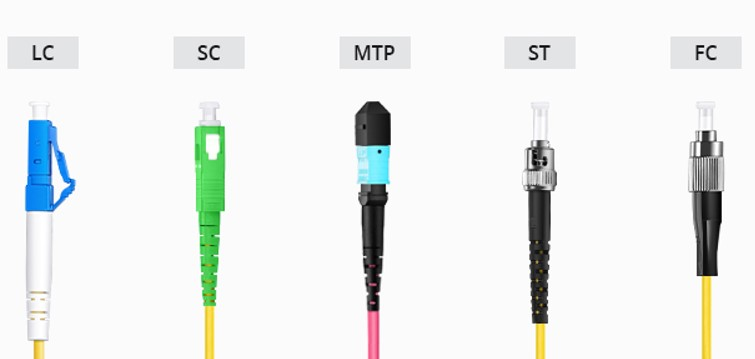
Conectori LC, SC, MTP, ST, FC de pe fibra optică pentru conectarea la un modul fibră optică.

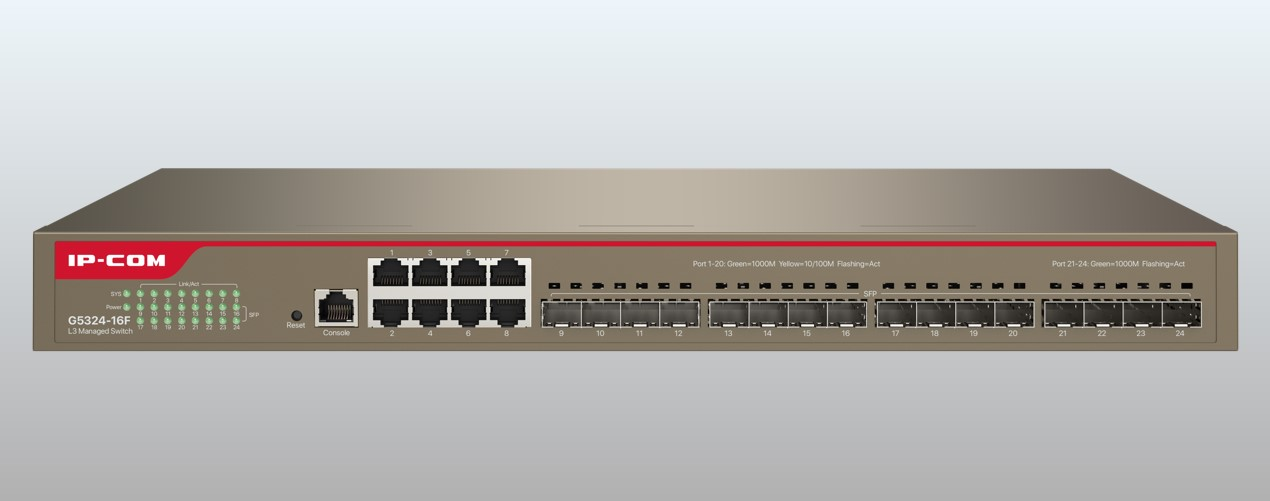
Switch IP-COM G5324-16F cu 16 sloturi independente SFP 1000Mbps Base-X.

Un switch sau orice echipament de rețea poate avea o varietate de porturi, conectori și sloturi, fiecare având funcții și scopuri specifice, dintre care, relevante pentru acest articol sunt sloturile SFP.
Sloturi (porturi, prize) SFP Small Form-factor Pluggable (SFP+, QSFP etc.) denumite în genere astfel deși sunt mai multe tipuri. De multe ori tehnicienii și inginerii folosesc expresia de slot sau transceiver "SFP" pentru unul care poate fi SFP+, QSFP, QSFP28 etc. Totuși diferențele sunt foarte importante și este bine a se verifica:
- SFP: Pentru conexiuni de fibră optică sau cabluri de cupru la viteze de până la 1 Gbps.
- SFP+: Pentru conexiuni de fibră optică la viteze de până la 10 Gbps.
- QSFP (Quad Small Form-factor Pluggable): Pentru conexiuni de fibră optică la viteze de 40 Gbps.
- QSFP+: Pentru conexiuni de fibră optică la viteze de 40 Gbps și 100 Gbps.
- QSFP28: Pentru conexiuni de fibră optică la viteze de 100 Gbps și 400 Gbps.

Termenul “lanes” (căi, benzi de date etc) în contextul transceiverelor SFP (Small Form-factor Pluggable) se referă la numărul de căi de date independente care pot fi transmise simultan. Fiecare “lane” este o cale separată pentru transmiterea datelor, ceea ce permite rate de date mai mari prin transmiterea simultană a mai multor fluxuri de date. De exemplu, un transceiver SFP standard are o singură “lane” și poate transmite un singur flux de date la o vreme. Pe de altă parte, un transceiver QSFP (Quad Small Form-factor Pluggable) are patru “lanes”, ceea ce înseamnă că poate transmite patru fluxuri de date simultan, fiecare pe o “lane” separată. Acest lucru permite unui transceiver QSFP să atingă rate de date de până la patru ori mai mari decât un transceiver SFP standard. Există și alte tipuri de transceivere, cum ar fi cele QSFP28, care pot avea până la 4 “lanes”, fiecare suportând rate de date de până la 25 Gbps, permițând astfel o rată totală de date de până la 100 Gbps.
Codurile de culoare pentru transceivere și conectori de fibră optică sunt standardizate pentru a facilita identificarea și manipularea lor. Acestea sunt utilizate pentru a distinge diferite tipuri de transceivere și conectori, precum și pentru a indica lungimile de undă pe care le suportă. Rețineți că acestea sunt doar exemple generale și pot exista variații în funcție de producător sau de standardul specific utilizat. De asemenea, este important să verificați întotdeauna documentația produsului pentru a vă asigura că aveți informațiile corecte. Iată câteva exemple comune:
Coduri culoare pentru transceivere, cu comunicare pe o anumită lungime de undă și cu conectarea unui anumit tip de fibră:
- 850 nm (Multimode): Negru sau Bej
- 1310 nm (Singlemode): Albastru
- 1550 nm (Singlemode): Violet
- 1625 nm (Singlemode): Negru
- 1270 nm - 1610 nm (CWDM): Gri, Violet, Albastru, Verde, Galben, Portocaliu, Roșu, Maro
- 1470 nm - 1610 nm (CWDM): Gri, Violet, Albastru, Verde, Galben, Portocaliu, Roșu, Maro
- 1271 nm - 1331 nm (DWDM): Albastru
- 1351 nm - 1411 nm (DWDM): Verde
- 1431 nm - 1491 nm (DWDM): Galben
- 1511 nm - 1571 nm (DWDM): Portocaliu
- 1591 nm - 1611 nm (DWDM): Roșu

Coduri culoare pentru conectori de fibră optică, care permit conectarea fibrei la transceiverul SFP:
- LC (Lucent Connector): Albastru
- SC (Subscriber Connector): Albastru
- ST (Straight Type): Metalic
- FC (Ferrule Connector): Metalic
- MTRJ (Mechanical Transfer Registered Jack): Negru
- E2000 (LSH): Verde

Termenul “hot-pluggable” se referă la capacitatea unui dispozitiv, în acest caz a unui modul SFP (Small Form-factor Pluggable), de a fi conectat sau deconectat de la un sistem fără a fi necesară oprirea sau repornirea sistemului. Aceasta înseamnă că modulele SFP pot fi adăugate sau înlăturate fără a perturba funcționarea sistemului, ceea ce facilitează actualizările, întreținerea și depanarea.

## Tipuri SFP
SFP-urile sunt disponibile cu o varietate de specificații ale transmițătorului și receptorului, permițând utilizatorilor să selecteze transceiver-ul potrivit pentru fiecare legătură, pentru a oferi acoperirea optică sau electrică necesară peste tipul de suport disponibil (de exemplu, cabluri cupru pereche răsucită sau cabluri de cupru twinaxiale și fibră multimode sau singlemode). Transceiver-urile sunt, de asemenea, desemnate prin rata lor de transmisie. Modulele SFP sunt disponibile în mod obișnuit în mai multe categorii diferite.
| Denumire    | Rată nominală | Căi (lanes) | Standard         | Dată lansare | Compatibilitate                         | PHY interface | Conector       |
| ----------- | ------------- | ----------- | ---------------- | ------------ | --------------------------------------- | ------------- | -------------- |
| SFP         | 100 Mbit/s    | 1           | SFF INF-8074i    | 2001-05-01   | none                                    | MII           | LC, RJ45       |
| SFP         | 1 Gbit/s      | 1           | SFF INF-8074i    | 2001-05-01   | 100 Mbit/s SFP*                         | SGMII         | LC, RJ45       |
| cSFP        | 1 Gbit/s      | 2           |                  |              |                                         |               | LC             |
| SFP+        | 10 Gbit/s     | 1           | SFF SFF-8431 4.1 | 2009-07-06   | SFP                                     | XGMII         | LC, RJ45       |
| SFP28       | 25 Gbit/s     | 1           | SFF SFF-8402     | 2014-09-13   | SFP, SFP+                               |               | LC             |
| SFP56       | 50 Gbit/s     | 1           |                  |              | SFP, SFP+, SFP28                        |               | LC             |
| SFP-DD      | 100 Gbit/s    | 2           | SFP-DD MSA       | 2018-01-26   | SFP, SFP+, SFP28, SFP56                 |               | LC             |
| SFP112      | 100 Gbit/s    | 1           | SFP-DD MSA       | 2018-01-26   | SFP, SFP+, SFP28, SFP56                 |               | LC             |
| SFP-DD112   | 200 Gbit/s    | 2           | SFP-DD MSA       | 2018-01-26   | SFP, SFP+, SFP28, SFP56, SFP-DD, SFP112 |               | LC             |
| Tipuri QSFP |               |             |                  |              |                                         |               |                |
| QSFP        | 4 Gbit/s      | 4           | SFF INF-8438     | 2006-11-01   | fără                                    | GMII          |                |
| QSFP+       | 40 Gbit/s     | 4           | SFF SFF-8436     | 2012-04-01   | fără                                    | XGMII         | LC, MTP/MPO    |
| QSFP28      | 50 Gbit/s     | 2           | SFF SFF-8665     | 2014-09-13   | QSFP+                                   |               | LC             |
| QSFP28      | 100 Gbit/s    | 4           | SFF SFF-8665     | 2014-09-13   | QSFP+                                   |               | LC, MTP/MPO-12 |
| QSFP56      | 200 Gbit/s    | 4           | SFF SFF-8665     | 2015-06-29   | QSFP+, QSFP28                           |               | LC, MTP/MPO-12 |
| QSFP112     | 400 Gbit/s    | 4           | SFF SFF-8665     | 2015-06-29   | QSFP+, QSFP28, QSFP56                   |               | LC, MTP/MPO-12 |
| QSFP-DD     | 400 Gbit/s    | 8           | SFF INF-8628     | 2016-06-27   | QSFP+, QSFP28, QSFP56                   |               | LC, MTP/MPO-16 |

Rețineți că QSFP/QSFP+/QSFP28/QSFP56 sunt proiectate pentru a fi compatibile electric cu SFP/SFP+/SFP28 sau, respectiv, SFP56. Folosind un adaptor simplu sau un cablu special atașat direct, este posibil să conectați acele interfețe împreună folosind o singură bandă în loc de patru oferite de factorul de formă QSFP/QSFP+/QSFP28/QSFP56. Același lucru este valabil și pentru factorul de formă QSFP-DD cu 8 benzi, care poate funcționa retrogradat la 4/2/1 benzi.

### SFP de 100Mbit/s
- Fibră multimodală, conector LC, cu codare de culoare neagră sau bej
  - S X – 850 nm, pentru maximum 550 m
- Fibră multimodală, conector LC, cu codare de culoare albastră
  - FX – 1300 nm, pentru o distanță de până la 5 km.
  - LFX (numele depinde de producător) – 1310 nm, pentru o distanță de până la 5 km.
- Fibră monomodală, conector LC, cu codare de culoare albastră
  - LX – 1310 nm, pentru distanțe de până la 10 km
  - EX – 1310 nm, pentru distanțe de până la 40 km
- Fibră monomodală, conector LC, cu codare de culoare verde
  - ZX – 1550 nm, pentru distanțe de până la 80 km, (în funcție de pierderea traseului fibrei)
  - EZX – 1550 nm, pentru distanțe de până la 160 km (în funcție de pierderea traseului fibrei)
- Fibră monomod, conector LC, bidirecțional, cu codare de culoare albastră și galbenă
  - BX (oficial BX10 ) – 1550 nm/1310 nm, emițătoare-recepție SFP bidirecționale cu o singură fibră de 100 Mbit, împerecheate ca BX-U (albastru) și BX-D (galben) pentru legătura ascendentă și respectiv downlink, și pentru distanțe de până la 10 km. Sunt produse și variante de SFP bidirecționale, care versiuni cu putere de transmisie mai mare, cu capacități de lungime a legăturii de până la 40 km.
- Cablare cu pereche torsadată din cupru, conector 8P8C (RJ-45).
  - 100BASE-TX – pentru distante de pana la 100 m.

### SFP de 1 Gbit/s
In engleza și romana: 
- 1 - 1.25 Gbit/s multi-mode fiber, conector LC, with black or beige extraction lever
  - SX - cu comunicare pe 850 nm, pentru o distanță maximă de 550 m la 1.25 Gbit/s (Ethernet gigabit). Alte aplicații SFP multi-mod suportă rate chiar mai mari la distanțe mai scurte.[14]
- 1 to 1.25 Gbit/s multi-mode fiber, LC connector, extraction lever colors not standardized
  - SX+/MX/LSX/LX (Denumirea depinde de producător) 1310 nm, pentru o distanță de până la 2 km. Nu este compatibil cu SX sau 100BASE-FX. Bazat pe LX, dar proiectat pentru a funcționa cu o fibră multi-mod folosind un cablu patch standard multi-mod, în loc de un cablu de condiționare a modului folosit în mod obișnuit pentru a adapta LX la multi-mod.[15]
- 1 to 2.5 Gbit/s single-mode fiber, LC connector, with blue extraction lever
  - LX -1310 nm, pentru distanțe de până la 10 km (originally, LX just covered 5 km and LX10 for 10 km followed later)
  - EX- 1310 nm, pentru distanțe de până la 40 km
  - ZX- 1550 nm, pentru distanțe de până la 80 km (depending on fiber path loss), with green extraction lever (see GLC-ZX-SM1)
  - EZX -  cu comunicare pe 1550 nm, distanță până la 160 km (depending on fiber path loss)
  - BX (officially BX10) – 1490 nm/1310 nm, Single Fiber Bi-Directional Gigabit SFP Transceivers, paired as BX-U and BX-D for uplink and downlink respectively, also for distances up to 10 km.[16][17] Variations of bidirectional SFPs are also manufactured which use 1550 nm in one direction, and higher transmit power versions with link length capabilities up to 80 km.
  - 1550 nm 40 km (XD), 80 km (ZX), 120 km (EX or EZX)
  - SFSW – single-fiber single-wavelength transceivers, for bi-directional traffic on a single fiber. Coupled with CWDM, these double the traffic density of fiber links.[18][19]
  - Coarse wavelength-division multiplexing (CWDM) and dense wavelength-division multiplexing (DWDM) transceivers at various wavelengths achieve various maximum distances. CWDM and DWDM transceivers usually support link distances of 40, 80 and 120 km.
- 1 Gbit/s pe cablu cupru copper twisted-pair, conectro 8P8C (RJ-45)
  - 1000BASE-T - aceste module includ circuite de interfață semnificative pentru recodificarea Substratului de Codificare Fizică (Physical Coding Sublayer⁠(d)) și pot fi utilizate numai pentru Ethernet gigabit din cauza codului de linie specific. Acestea nu sunt compatibile cu (sau mai degrabă: nu au echivalente pentru) Fibre Channel sau SONET. Spre deosebire de majoritatea porturilor 1000BASE-T de cupru non-SFP, integrate în majoritatea routerelor și switch-urilor, SFP-urile 1000BASE-T de obicei nu pot funcționa la viteze 100BASE-TX.[20]
- 100 Mbit/s cupru și optic - unii furnizori au livrat SFP-uri limitate la 100 Mbit/s pentru aplicații de fibră până la domiciliu și înlocuirea directă a circuitelor 100BASE-FX vechi. Acestea sunt relativ neobișnuite și pot fi ușor confundate cu SFP-urile de 100 Mbit/s.[21]
- Deși nu este menționat în niciun document oficial de specificații, rata maximă de date a standardului SFP original este de 5 Gbit/s. Acest lucru a fost folosit în cele din urmă atât de 4GFC Fibre Channel cât și de DDR Infiniband, în special în forma sa QSFP cu patru benzi.[22]
- În ultimii ani, au fost create transceivere SFP care permit viteze Ethernet de 2,5 Gbit/s și 5 Gbit/s cu SFP-uri cu 2.5GBASE-T și 5GBASE-T.[23][24]

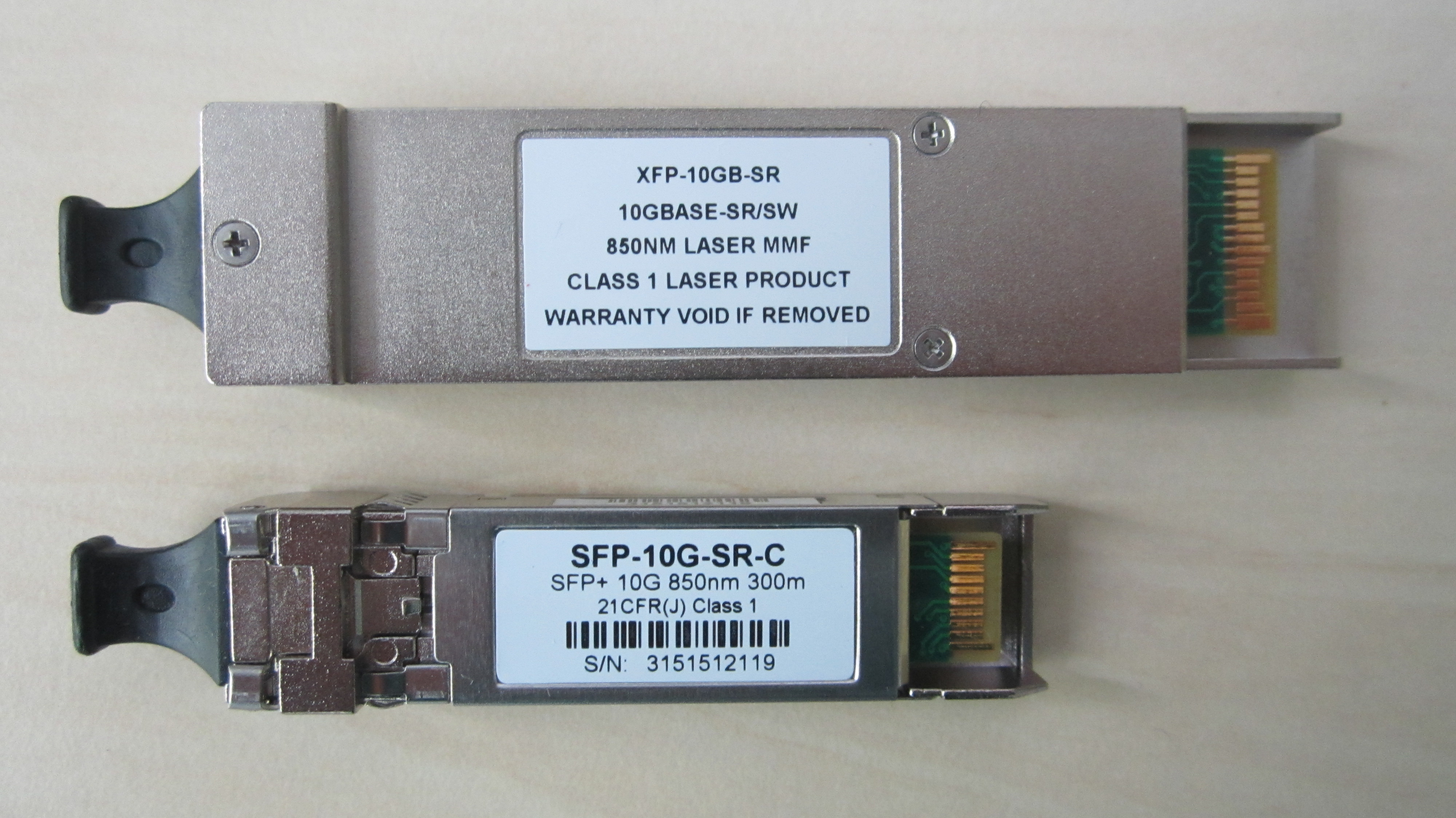
Un transceiver XFP Ethernet de 10 Gigabit, sus și un transceiver SFP+, jos

### SFP+
SFP+ (pluggable de formă mică îmbunătățită - enhanced small form-factor pluggable) este o versiune îmbunătățită a SFP care suportă rate de date de până la 16 Gbit/s. Specificația SFP+ a fost publicată pentru prima dată la 9 mai 2006, iar versiunea 4.1 a fost publicată la 6 iulie 2009. SFP+ suportă Fibre Channel de 8 Gbit/s, Ethernet Gigabit de 10 și standardul de rețea de transport optic OTU2. Este un format industrial popular susținut de mulți furnizori de componente de rețea. Deși standardul SFP+ nu include mențiunea Fibre Channel de 16 Gbit/s, acesta poate fi utilizat la această viteză. Pe lângă rata de date, diferența majoră între Fibre Channel de 8 și 16 Gbit/s este metoda de codare. Codarea 64b/66b utilizată pentru 16 Gbit/s este un mecanism de codare mai eficient decât 8b/10b utilizat pentru 8 Gbit/s și permite ca rata de date să se dubleze fără a dubla rata de linie. 16GFC nu folosește semnalizare de 16 Gbit/s nicăieri. Folosește o rată de linie de 14.025 Gbit/s pentru a obține de două ori capacitatea de 8GFC. 
SFP+ introduce, de asemenea, atașarea directă pentru conectarea a două porturi SFP+ fără transceiver dedicate. Cablurile de atașare directă (DAC) există în mod pasiv (până la 7 m), activ (până la 15 m) și optic activ (AOC, până la 100 m).

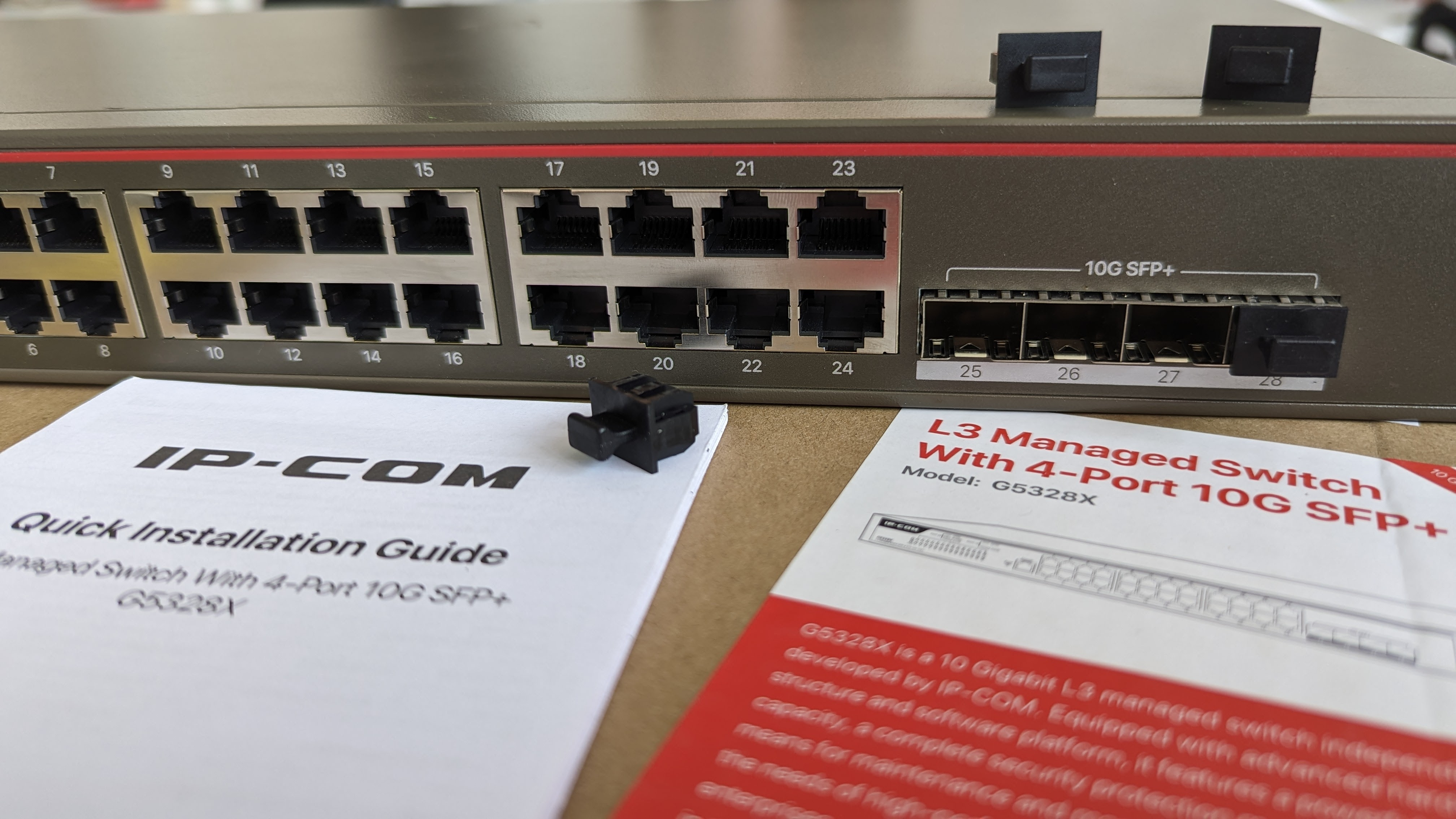
Sloturi SFP+ de 10 Gbps pe un switch IP-COM G5328X. Se observă că sloturile au aceleași dimensiuni ca SFP.

Modulele SFP+ de 10 Gbit/s au exact aceleași dimensiuni ca SFP-urile obișnuite, permițând producătorului de echipamente să refolosească designurile fizice existente pentru swiciurile de 24 și 48 de porturi și carduri de linie modulare. În comparație cu modulele XENPAK sau XFP anterioare, modulele SFP+ lasă mai multe circuite să fie implementate pe placa gazdă în loc de în interiorul modulului. Prin utilizarea unui adaptor electronic activ, modulele SFP+ pot fi utilizate în echipamente mai vechi cu porturi XENPAK și porturi X2. 
Modulele SFP+ pot fi descrise ca tipuri limitative (limiting) sau liniare (linear); aceasta descrie funcționalitatea electronicii încorporate. Modulele limitatoare SFP+ includ un amplificator de semnal pentru a remodela semnalul primit (semnalul degradat), în timp ce cele liniare nu. Modulele liniare sunt utilizate în principal cu standarde de lățime de bandă redusă, cum ar fi 10GBASE-LRM ; în caz contrar, se preferă modulele limitatoare. 

### SFP28 de 25Gbit/s
SFP28 (Small Form-factor Pluggable 28) este o versiune avansată a SFP+ care suportă rate de date mai mari, până la 25 Gbit/s pe canal. Deși au același format, modulele SFP28 au avantaje semnificative față de predecesorii lor. În ceea ce privește compatibilitatea, SFP28 poate funcționa cu optica SFP+, deși la o viteză redusă de 10 Gbit/s. Identic ca dimensiuni cu SFP și SFP+, SFP28 implementează o bandă de 28 Gbit/s  cu 25 Gbit/s de date cu supraîncărcare de codificare. 
Există module SFP28 care acceptă conexiuni de fibră singlemode  sau multimode , cablu optic activ  și cupru cu atașare directă.  

### cSFP
Modulul compact cu factor de formă mic conectabil cSFP (compact small form-factor pluggable) este o versiune a SFP cu același factor de formă, permițând două canale bidirecționale independente per port.  

### SFP-DD
Acordul multi-sursă cu factor de formă mic conectabil cu densitate dublă SFP-DD (small form-factor pluggable double density) este un standard publicat în 2019 pentru dublarea densității portului. Potrivit site-ului web SFD-DD MSA: „Echipamentele de rețea bazate pe SFP-DD vor suporta module și cabluri SFP vechi și produse noi cu densitate dublă”.  SFP-DD folosește două benzi pentru a transmite.
În prezent, sunt definite următoarele rate de comunicare:
- SFP112: 100 Gbit/s folosind PAM4 pe o singură pereche (nu dublă densitate) [12]
- SFP-DD: 100 Gbit/s folosind PAM4 și 50 Gbit/s folosind NRZ [12]
- SFP-DD112: 200 Gbit/s folosind PAM4 [12]
- QSFP112: 400 Gbit/s (4 × 112 Gbit/s ) [44]
- QSFP-DD: 400 Gbit/s / 200 Gbit/s (8 × 50 Gbit/s și 8 × 25 Gbit/s ) [45]
- QSFP-DD800 (anterior QSFP-DD112): 800 Gbit/s (8 × 112 Gbit/s ) [44]

### QSFP

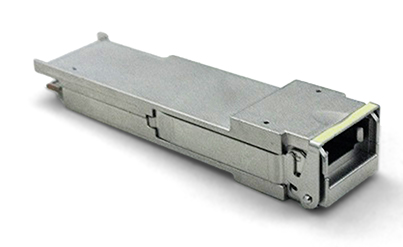
QSFP+ 40 Transceiver Gb

Transceiver-urile Quad Small Form-Factor Pluggable ( QSFP ) sunt disponibile cu o varietate de tipuri de transmițător și receptor, permițând utilizatorilor să selecteze transceiver-ul potrivit pentru fiecare legătură pentru a oferi raza optică necesară prin fibră multi-mod sau monomod .

#### QSFP, la 4Gbit/s
Documentul QSFP original a specificat patru canale care transportau Gigabit Ethernet, 4GFC ( FiberChannel ) sau DDR InfiniBand . 

#### QSFP+, la 40Gbit/s
QSFP+ este o evoluție a QSFP pentru a suporta 4canale de 10 Gbit/s care transportă 10 Gigabit Ethernet, 10GFC FiberChannel sau QDR InfiniBand .  Cele 4 canale pot fi, de asemenea, combinate într-o singură legătură Ethernet de 40 Gigabit .

#### QSFP14, la 50Gbit/s
Standardul QSFP14 este proiectat pentru a transporta FDR InfiniBand, SAS-3  sau 16G Fibre Channel.

#### QSFP28, la 100Gbit/s
Standardul QSFP28  este conceput pentru a transporta 100 Gigabit Ethernet, EDR InfiniBand sau 32G Fibre Channel. Uneori, acest tip de transceiver este denumit și QSFP100 sau 100G QSFP  de dragul simplității.
QSFP56, la 200 Gbit/s
QSFP56 este proiectat pentru a transporta 200 Gigabit Ethernet, HDR InfiniBand sau 64G Fibre Channel. Cea mai mare îmbunătățire este că QSFP56 utilizează modulația de amplitudine a impulsului pe patru niveluri (PAM-4) în loc de non-return-to-zero (NRZ). Folosește aceleași specificații fizice ca și QSFP28 (SFF-8665), cu specificații electrice din SFF-8024  și revizuirea 2.10a a SFF-8636.  Uneori, acest tip de transceiver este denumit 200G QSFP  de dragul simplității.
Producătorii de switch-uri și routere care implementează porturi QSFP+ în produsele lor permit frecvent utilizarea unui singur slot QSFP+ ca 4 conexiuni independente de 10 Gigabit Ethernet, crescând foarte mult rata portului. De exemplu, un switch de 1U cu 24 de sloturi (porturi) QSFP+ ar putea deservi conexiuni 96x10GbE.    Există, de asemenea, cabluri fanout pentru a adapta un singur port (slot) QSFP28 la 4 porturi (sloturi) independente 25 Gigabit Ethernet SFP28 (QSFP28-to-4×SFP28)  precum și cabluri pentru a adapta un singur port QSFP56 la 4 porturi independente 50 Gigabit Ethernet SFP56 ( QSFP56-la-4×SFP56). 

## Aplicabilitate

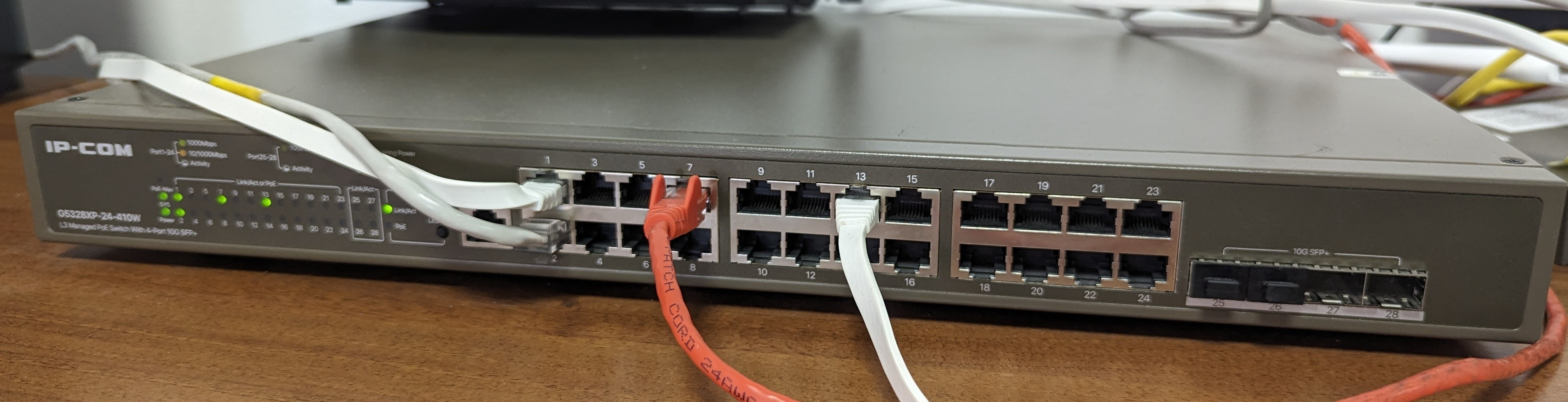
Switch IP-COM G5328XP-24-410W cu 4 sloturi SFP goale (dreapta)

Sloturile (prizele, porturile) SFP se găsesc în switch-uri Ethernet, routere, firewall-uri și plăci de interfață de rețea . Sunt utilizate în adaptoare gazdă Fibre Channel și echipamente de stocare. Datorită costului redus, profilului redus și capacității de a oferi o conexiune la diferite tipuri de fibră optică, SFP oferă astfel de echipamente cu o flexibilitate sporită.
Sloturile și transceiver-urile (module optice etc.) SFP sunt, de asemenea, utilizate pentru transmisia interfeței digitale seriale (SDI) pe distanțe lungi. 

## Standardizare
Transceiver-ul SFP nu este standardizat de niciun organism oficial de standardizare, ci mai degrabă este specificat printr-un acord multi-sursă (MSA) între producătorii concurenți. SFP a fost proiectat după interfața GBIC și permite o densitate mai mare de porturi (număr de transceiver pe zonă dată) decât GBIC, motiv pentru care SFP este cunoscut și sub numele de mini-GBIC.
Cu toate acestea, din punct de vedere practic, unii producători de echipamente de rețea se angajează în practici de blocare a furnizorului, prin care rupe în mod deliberat compatibilitatea cu SFP-urile generice adăugând o verificare în firmware- ul dispozitivului care va activa numai modulele proprii ale furnizorului.  Producătorii SFP terți au introdus SFP-uri cu EEPROM-uri care pot fi programate pentru a se potrivi cu orice ID de furnizor. 

## Codurile de culoare SFP
Fiecare culoare, de pe conectori și module, au o anumită însemnătate.

### Codurile de culoare pentru SFP[61]
| Culoare  | Standard    | Tip fibră optică | Lungime de undă folosită la comunicare | Note                  |
| -------- | ----------- | ---------------- | -------------------------------------- | --------------------- |
| Negru    | INF-8074    | Multimode        | 850 nm                                 |                       |
| Bej      | INF-8074    | Multimode        | 850 nm                                 |                       |
| Negru    | INF-8074    | Multimode        | 1300 nm                                |                       |
| Albastru | INF-8074    | Singlemode       | 1310 nm                                |                       |
| Roșu     | proprietary | Singlemode       | 1310 nm                                |                       |
| Roșu     | (non SFF)   | Singlemode       | 1310 nm                                |                       |
| Verde    | proprietary | Singlemode       | 1550 nm                                | Folosit pe 100BASE-ZE |
| Verde    | (non SFF)   | Singlemode       | 1550 nm                                | Folosit pe 100BASE-ZE |
| Roșu     | proprietary | Singlemode       | 1550 nm                                | Folosit pe 10GBASE-ER |
| Roșu     | (non SFF)   | Singlemode       | 1550 nm                                | Folosit pe 10GBASE-ER |
| Albastru | proprietary | Singlemode       | 1550 nm                                | Folosit pe 10GBASE-ZR |
| Albastru | (non SFF)   | Singlemode       | 1550 nm                                | Folosit pe 10GBASE-ZR |

### Codurile de culoare pentru CWDM SFP[62]
| Culoare    | Standard | Lungime de undă | Note |
| ---------- | -------- | --------------- | ---- |
| Gri        |          | 1270 nm         |      |
| Gri        |          | 1290 nm         |      |
| Gri        |          | 1310 nm         |      |
| Violet     |          | 1330 nm         |      |
| Albastru   |          | 1350 nm         |      |
| Verde      |          | 1370 nm         |      |
| Galben     |          | 1390 nm         |      |
| Portocaliu |          | 1410 nm         |      |
| Roșu       |          | 1430 nm         |      |
| Maro       |          | 1450 nm         |      |
| Gri        |          | 1470 nm         |      |
| Violet     |          | 1490 nm         |      |
| Albastru   |          | 1510 nm         |      |
| Verde      |          | 1530 nm         |      |
| Galben     |          | 1550 nm         |      |
| Portocaliu |          | 1570 nm         |      |
| Roșu       |          | 1590 nm         |      |
| Maro       |          | 1610 nm         |      |

### Codurile de culoare pentru BiDi SFP
Notă: "Tx" înseamnă trimitere (transmitere date) și "Rx" înseamnă recepționare (primire date).
| Nume                        | Standard | Partea A Culoare TX | Latura A lungime de undă TX | Partea B Culoare TX | Latura B lungime de undă TX | Note |
| --------------------------- | -------- | ------------------- | --------------------------- | ------------------- | --------------------------- | ---- |
| 1000BASE-BX                 |          | Albastru            | 1310 nm                     | Violet (Purple)     | 1490 nm                     |      |
| 1000BASE-BX                 |          | Albastru            | 1310 nm                     | Galben              | 1550 nm                     |      |
| 10GBASE-BX </br> 25GBASE-BX |          | Albastru            | 1270 nm                     | Roșu                | 1330 nm                     |      |
| 10GBASE-BX                  |          | Alb                 | 1490 nm                     | Alb                 | 1550 nm                     |      |

### Codurile de culoare pentru QSFP
| Culoare  | Standard | Lungime de undă | Multiplexarea | Note |
| -------- | -------- | --------------- | ------------- | ---- |
| Bej      | INF-8438 | 850 nm          | Nu            |      |
| Albastru | INF-8438 | 1310 nm         | Nu            |      |
| Alb      | INF-8438 | 1550 nm         | Nu            |      |

## Marcare conector pentru semnal trimis și primit

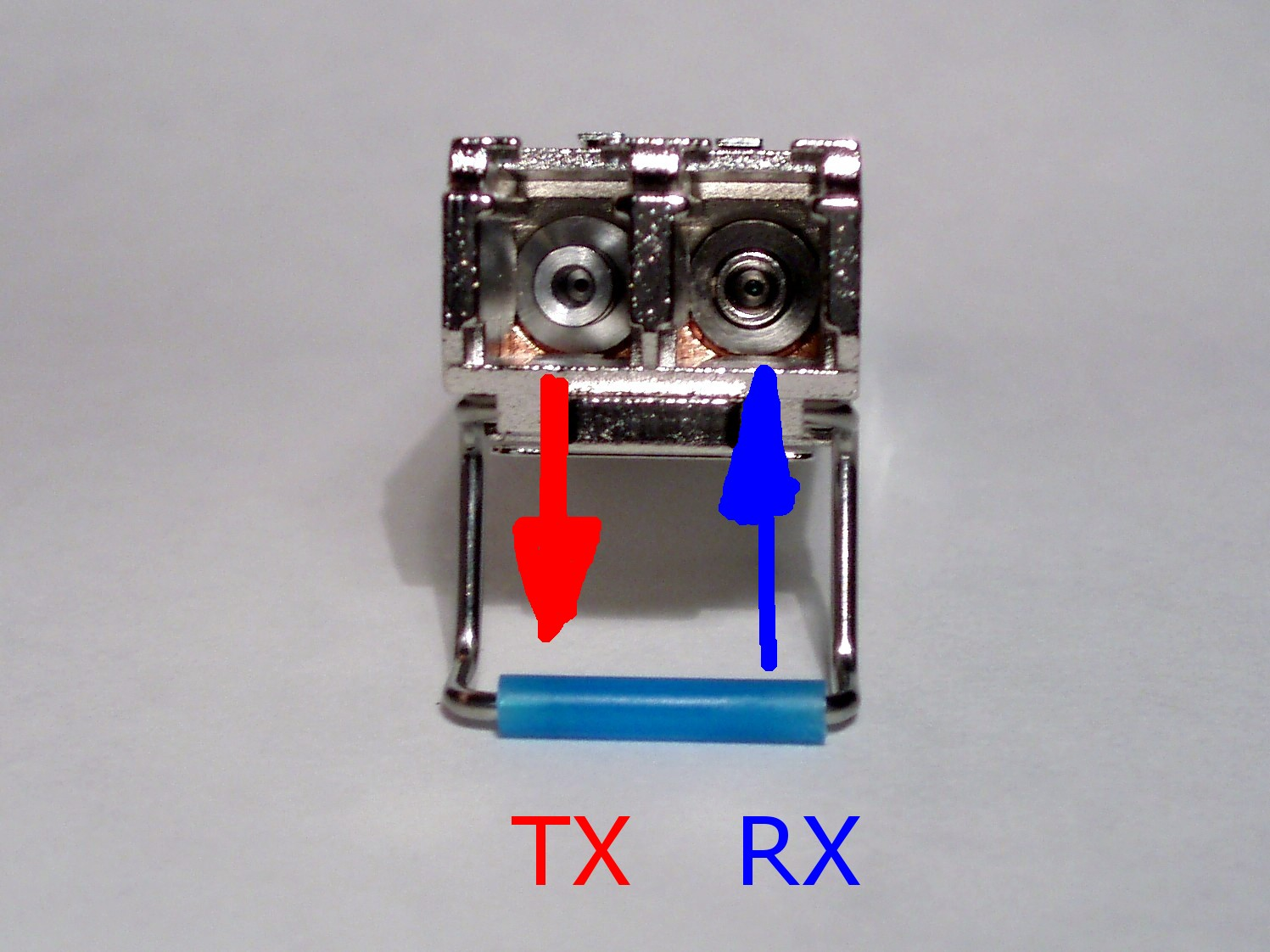
Vedere frontală a modulului SFP cu conector LC integrat care indică direcția de transmisie a celor doi conectori optici

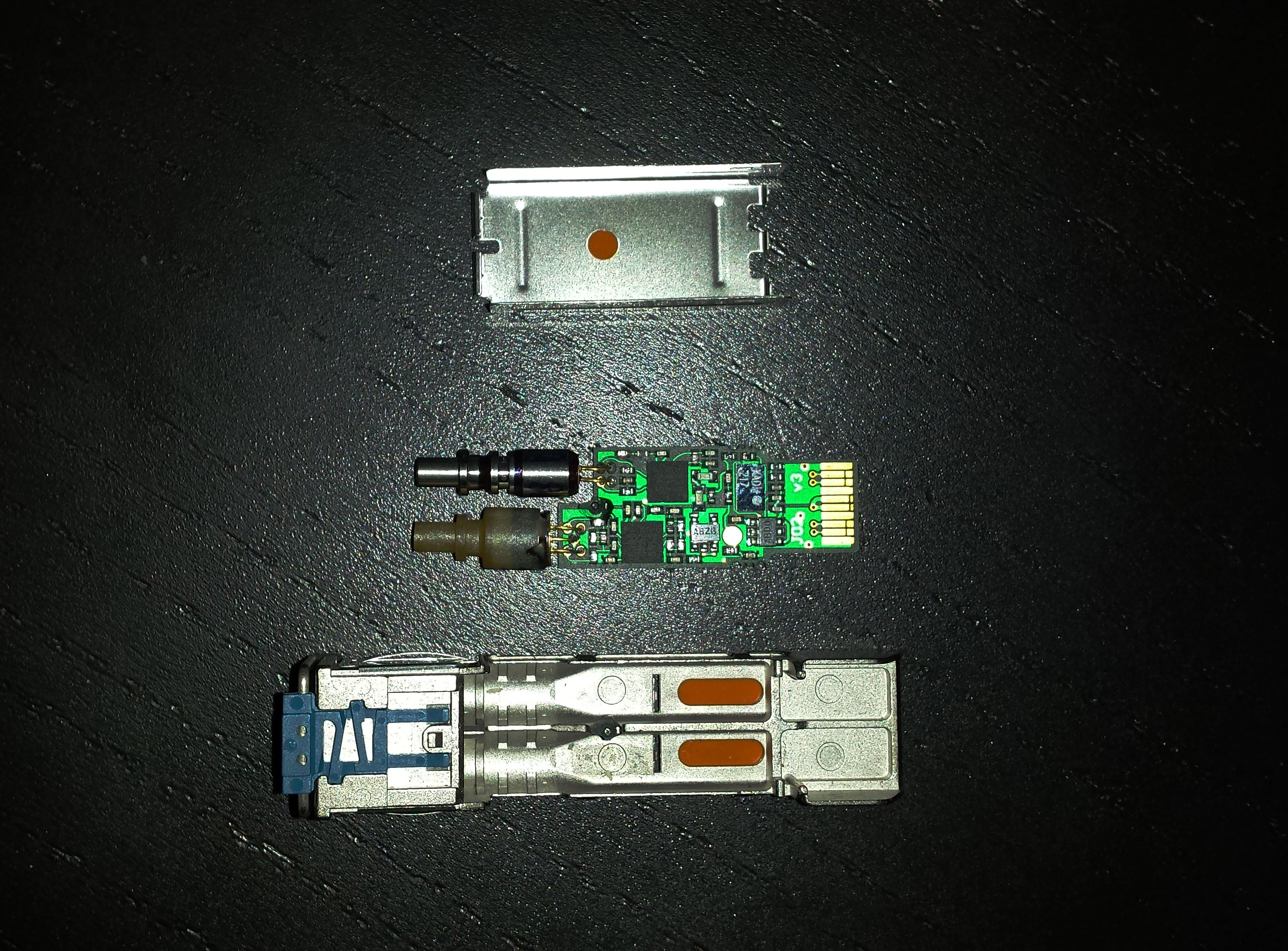
OC-3 SFP dezasamblat. Canistra de metal de sus este dioda laser de transmisie, recipientul de plastic de jos este dioda foto de recepție.

Transceiverele SFP sunt "dreptace" : Din perspectiva lor, transmit pe dreapta și primesc pe stânga. Când vă uitați la conectorii optici, transmisia vine din stânga, iar recepția este pe dreapta. 
Transceiver-ul SFP conține o placă de circuit imprimat cu un conector de margine cu 20 de plăcuțe care se împerechează în spate cu conectorul electric SFP din sistemul gazdă. QSFP are 38 de plăci, inclusiv 4 perechi de date de transmisie de mare viteză și 4 perechi de date de recepție de mare viteză.  

## Dimensiuni fizice

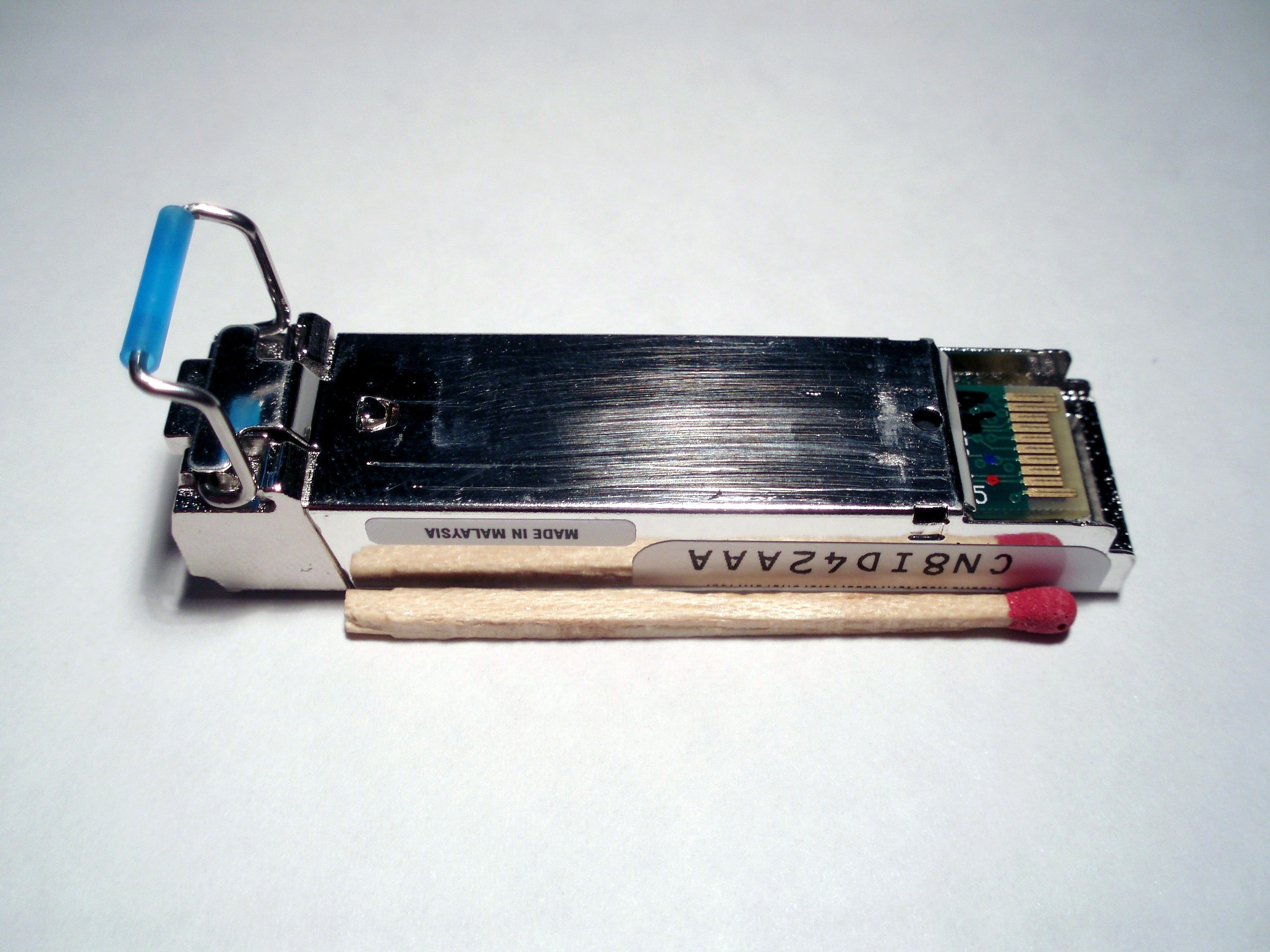
Vedere laterală a modulului SFP. Adâncimea, cea mai lungă dimensiune, este.

Dimensiunile fizice ale transceiver-ului SFP (și variantele sale ulterioare mai rapide) sunt mai înguste decât omologii QSFP mai noi, ceea ce permite plasarea transceiver-urilor SFP în porturile QSFP printr-un adaptor oarecum ieftin. Ambele sunt mai mici decât transceiver-ul XFP .
| Tipul de transceiver                          | Lățime (mm) | Înălțime (mm) | Lungime (mm) |
| SFP (Small Form-factor Pluggable)             | 13.4        | 8.5           | 56.5         |
| SFP+ (Small Form-factor Pluggable Plus)       | 13.4        | 8.5           | 56.5         |
| XFP (10 Gigabit Small Form-factor Pluggable)  | 18.35       | 8.5           | 78.0         |
| QSFP (Quad Small Form-factor Pluggable)       | 18.4        | 8.5           | 71.0         |
| QSFP+ (Quad Small Form-factor Pluggable Plus) | 18.4        | 8.5           | 71.0         |
| QSFP28                                        | 18.4        | 8.5           | 71.0         |
| CFP (C Form-factor Pluggable)                 | 82.0        | 13.6          | 144.8        |
| CFP2                                          | 41.0        | 13.6          | 107.0        |
| CFP4                                          | 25.0        | 13.6          | 92.0         |

## Informații EEPROM
SFP MSA definește o hartă de memorie de 256 de octeți într-o EEPROM care descrie capacitățile transceiver-ului, interfețele standard, producătorul și alte informații, care este accesibilă printr-o interfață serială I²C la adresa de 8 biți 0b1010000X (0xA0). 

## Diagnosticarea și monitorizarea digitală
Transceiverele SFP optice moderne acceptă funcții standard de monitorizare a diagnosticării digitale (DDM - digital diagnostics monitoring).  Această caracteristică este cunoscută și sub numele de monitorizare optică digitală (DOM - digital optical monitoring). Această capacitate permite monitorizarea parametrilor de funcționare a SFP în timp real. Parametrii includ puterea optică de ieșire, puterea optică de intrare, temperatura, curentul de polarizare laser și tensiunea de alimentare a transceiverului. În echipamentele de rețea, aceste informații sunt de obicei puse la dispoziție prin protocolul SNMP⁠(d) (Simple Network Management Protocol⁠(d)). O interfață DDM permite utilizatorilor finali să afișeze date de diagnosticare și alarme pentru transceiver-urile cu fibră optică și poate fi utilizată pentru a diagnostica de ce un transceiver nu funcționează.